# 汉娜·奥斯本
汉娜·奥斯本（英語：Hannah Osborne，1994年3月10日—），新西兰女子赛艇运动员。她曾代表新西兰参加2020年夏季奥林匹克运动会赛艇比赛，搭档布鲁克·多诺霍获得女子双人双桨银牌。